# Kuta Cingkam I
Kuta Cingkam I is een bestuurslaag in het regentschap Aceh Tenggara van de provincie Atjeh, Indonesië. Kuta Cingkam I telt 503 inwoners (volkstelling 2010).